# Suck It and See
Suck It and See ist das vierte Studioalbum der britischen Indie-Rock-Band Arctic Monkeys. Es erschien am 3. Juni 2011 beim Indie-Label Domino Records.

## Entstehung und Veröffentlichung
Die Arbeiten am neuen Album begannen Anfang 2010 als Frontmann Alex Turner anfing die Songs zu schreiben. Die Aufnahmen begannen im Winter 2010 und dauerten bis Anfang 2011. Dabei wählte man die Sound City Studios in Los Angeles als Aufnahmeort. Als Produzent wurde James Ford gewählt, der schon als Produzent bei Favourite Worst Nightmare für die Arctic Monkeys arbeitete.
Am 7. März 2011 erschien mit Brick by Brick das erste Video zum neuen Album, drei Tage später wurden erste Details zum Album veröffentlicht. Kurze Zeit später erklärte Matt Helders, dass Brick by Brick nicht die erste Single sein werde. Am 16. April erschien mit Don't Sit Down 'Cause I've Moved Your Chair die erste Single, zunächst aber nur als Limited Edition mit 1000 Vinyl-Auflagen. In größerer Auflage erschien die Single dann am 30. Mai 2011. Die Single erreichte Platz 28 in den britischen Single-Charts und konnte sich dort zwölf Wochen halten. Am 30. Mai 2011 wurde das Album vorab auf der Online-Plattform SoundCloud veröffentlicht. Das Album selber erschien am 3. Juni 2011 in Deutschland, am 6. Juni 2011 in Großbritannien und einen Tag später in den USA. In Großbritannien konnte das Album sofort auf Platz 1 der Album-Charts einsteigen.

## Titelliste
| #   | Titel                                       | Länge |
| --- | ------------------------------------------- | ----- |
| 1.  | She's Thunderstorms                         | 3:54  |
| 2.  | Black Treacle                               | 3:35  |
| 3.  | Brick By Brick                              | 2:59  |
| 4.  | The Hellcat Spangled Shalalala              | 3:00  |
| 5.  | Don't Sit Down 'Cause I've Moved Your Chair | 3:03  |
| 6.  | Library Pictures                            | 2:22  |
| 7.  | All My Own Stunts                           | 3:52  |
| 8.  | Reckless Serenade                           | 2:42  |
| 9.  | Piledriver Waltz                            | 3:23  |
| 10. | Love is a Laserquest                        | 3:11  |
| 11. | Suck It and See                             | 3:46  |
| 12. | That's Where You're Wrong                   | 4:16  |

## Rezeption
Von Kritikern erhielt das Album überwiegend positive bis durchschnittliche Bewertungen.
Andreas Bättig vergibt auf laut.de 4 von 5 Sterne und meint, dass das Album gute Laune mache.
Auf plattentests.de bekommt das Album 7 von 10 Punkte. Kritiker Thomas Pilgrim lobt dabei vor allem die Texte.
Von Rolling Stone erhält das Album 3,5 von 5 Sterne. Kritiker Jody Rosen meint, dass Suck It and See das bisher beste Album der Band sei.
Arne Janßen von cdstarts.de bekommt das Album 6 von 10 Punkte. Seiner Meinung nach lässt sich das Album sehr gut am Stück durchhören, allerdings fehlen die wahren Highlights.
whiskey-soda.de vergibt die Schulnote 1 und meint, dass man kein besseres Album herausbringen könne.
Stephen Thomas Erlewine vergibt auf allmusic.com 3,5 von 5 Sterne und schreibt, dass sich das Album zwar gut anhöre, aber ein wirkliches Highlight fehle.

## Auszeichnungen für Musikverkäufe
| Land/Region                  | Auszeichnungen für Musikverkäufe (Land/Region, Auszeichnung, Verkäufe) | Verkäufe |
| ---------------------------- | ---------------------------------------------------------------------- | -------- |
| Vereinigtes Königreich (BPI) | Platin                                                                 | 450.000  |
| Insgesamt                    | 1× Platin ·                                                            | 450.000  |